# Lafayette (Tennessee)
Lafayette is een plaats (city) in de Amerikaanse staat Tennessee, en valt bestuurlijk gezien onder Macon County.

## Demografie
Bij de volkstelling in 2000 werd het aantal inwoners vastgesteld op 3885.
In 2006 is het aantal inwoners door het United States Census Bureau geschat op 4238, een stijging van 353 (9,1%).

## Geografie
Volgens het United States Census Bureau beslaat de plaats een oppervlakte van
11,3 km², geheel bestaande uit land. Lafayette ligt op ongeveer 275 m boven zeeniveau.

## Plaatsen in de nabije omgeving
De onderstaande figuur toont nabijgelegen plaatsen in een straal van 24 km rond Lafayette.